# Prthiví

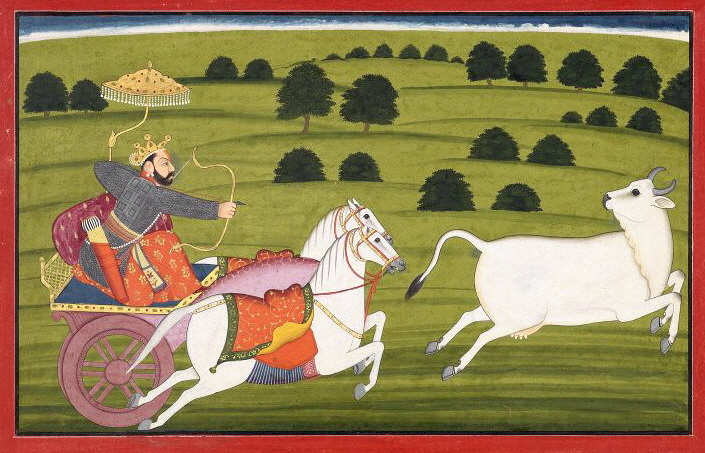
Prthu pronásleduje Prhiví v podobě krávy, ilustrovaný rukopis Bhágavata Purány, cca 1740

Prthiví (v sanskrtu पृथ्वी pṛthvī „Široká“, pálijsky Pathaví) je védská bohyně země, nejčastěji zmiňovaná společně s Djausem, bohem nebes, jako Djáváprthiví „Nebe a Země“. Jejím symbolem je kráva, v jejíž podobě je někdy také zobrazována.
Prthiví se také objevuje v buddhistických textech a ikonografii. Chrání Gautamu Buddhu a je svědkem jeho osvícení, podle Pálijského kánonu mu pomohla odolat pokušení Máry. Pod jménem Ibu Pertiw je také národním symbolem Indonésie.

## Mýtus
Podle mýtu o králi jménem Prthu přestala bohyně Země během bezvládí po smrti krále Vény vydávat své plody a hrozil tak hladomor. Prthu se ji nalezl v podobě krávy, která se před ním postupně skrývala ve všech třech světech. Když ji dostihl, nadojil z ní lidem vše potřebné k obživě a bohyni tím symbolicky znovu oživil a pojmenoval jí Prthiví. Z toho důvodu je považován za jejího otce.